# Al Di Meola
Al Di Meola (Al Laurence Dimeola. Jersey City, 22 de julio de 1954) es un músico estadounidense de jazz. Es uno de los grandes representantes de la fusión jazzística, en su caso tanto con el rock como con las llamadas músicas del mundo, fruto de su interés por otras tradiciones musicales extrañas al ámbito occidental. Es considerado un virtuoso tanto con la guitarra eléctrica como con la acústica.

## Carrera musical
Di Meola estudió durante un breve período en la Berklee School of Music en Boston a comienzos de los años setenta, antes de reemplazar en 1974 al guitarrista Bill Connors en el grupo de fusión Return to Forever (un grupo que incluía instrumentalistas como el teclista Chick Corea y el bajista Stanley Clarke). Con su presencia, el grupo obtuvo un gran éxito comercial, con discos como Where Have I Known Before, de 1974; No Mystery, de 1975, y Romantic Warrior de 1976, que llevó a que Di Meola iniciase carrera en solitario.
Su carrera está repleta de brillantes ejemplos de discos de jazz fusión basados en la guitarra: 1976: Land of the Midnight Sun , 1977: Elegant Gypsy y Casino, 1979: Splendido Hotel. Obtuvo gran repercusión musical el trío que formó con otros dos guitarristas, John McLaughlin y Paco de Lucía, para grabar en 1980 Friday Night in San Francisco. A lo largo de los años 80 y 90, Di Meola aumentó su prestigio, tocando con artistas como Paul Simon, Jean Luc Ponty, Stanley Jordan, Chick Corea, Stanley Clarke, Paco de Lucía, y John McLaughlin. Durante los años 90, Di Meola se concentró en la guitarra acústica para abordar las llamadas músicas del mundo (World Music).

## Discografía

### En solitario
- Land of the Midnight Sun (CBS - 1976)
- Elegant Gypsy (CBS - 1977)
- Casino (CBS - 1978)
- Splendido Hotel (CBS - 1980)
- Electric Rendezvous (CBS - 1982)
- Tour De Force - Live (CBS - 1982)
- Scenario (CBS - 1983)
- Cielo e Terra (Manhattan/EMI - 1985)
- Soaring Through a Dream (Manhattan/EMI - 1985)
- Tirami Su (Manhattan/EMI - 1987)
- Kiss My Axe (Tomato - 1990)
- World Sinfonia (Tomato - 1991)
- The Best of Al Di Meola - The Manhattan Years (1992)
- World Sinfonia II - Heart of the Immigrants (1993)
- Orange and Blue (Bluemoon - 1994)
- Acoustic Anthology (1995)
- Di Meola Plays Piazzolla (Bluemoon- 1996)
- The Infinite Desire (Telarc - 1998)
- Christmas: Winter Nights (Telarc - 1999)
- World Sinfonía III - The Grande Passion (Telarc - 2000)
- Anthology (álbum de Al Di Meola)|Anthology (2000)
- Flesh on Flesh (Telarc - 2002)
- Al Di Meola Revisited (2003)
- Vocal Rendezvous (2006)
- Consequence of Chaos (2006)
- Diabolic Inventions And Seduction For Solo Guitar (2006)
- La Melodía Live in Milano: World Sinfonia (2008)
- Riviera Maya Jazz Festival (2010)
- Pursuit of Radical Rhapsody (2011)
- All Your Life: A Tribute to The Beatles (In Akustik - 2013)
- Elysium (In Akustik - 2015)
- Morocco Fantasia (In Akustik - 2017)
- Opus (Ear Music - 2018)
- Across the Universe (Ear Music - 2020)

### Colaboraciones
- Venusian Summer (1975) Lenny White, Al Di Meola, Larry Coryell.
- Go (1976) con Go - Stomu Yamash'ta, Steve Winwood, Al Di Meola.
- Go Live From Paris (1976) con Go - Stomu Yamash'ta, Steve Winwood, Al Di Meola.
- Go Too (1977) con Go.
- Friday Night in San Francisco (1981) con John McLaughlin y Paco de Lucía.
- Passion, Grace and Fire (1983) con John McLaughlin y Paco de Lucía.
- Latin (1987) con George Dalaras.
- Super Guitar Trio And Friends (1990) con Larry Coryell y Biréli Lagrène.
- Rite Of Strings (1995) con Stanley Clarke y Jean-Luc Ponty.
- Dance of Fire (1995) - Aziza Mustafa Zadeh.
- The Guitar Trio (1996) con John McLaughlin y Paco de Lucía.
- Winter Nights (1999) - Roman Hrynkiv.
- Inspiration - Colors & Reflections (2000) Aziza Mustafa Zadeh.
- Nylon & Steel (2001) Manuel Barrueco.
- The Running Roads (2001) con George Dalaras.
- Black Utopía (2003) con Derek Sherinian.
- Cosmopolitan Life (2005) con Leonid Agutin.
- Midsummer Night In Sardinia (2005) con Andrea Parodi.
- Mária (Égi szerelem) (2007) con Miklos Malek y Eszter Horgas.

### Como productor
- Magic Touch (1985) Stanley Jordan

## Galería

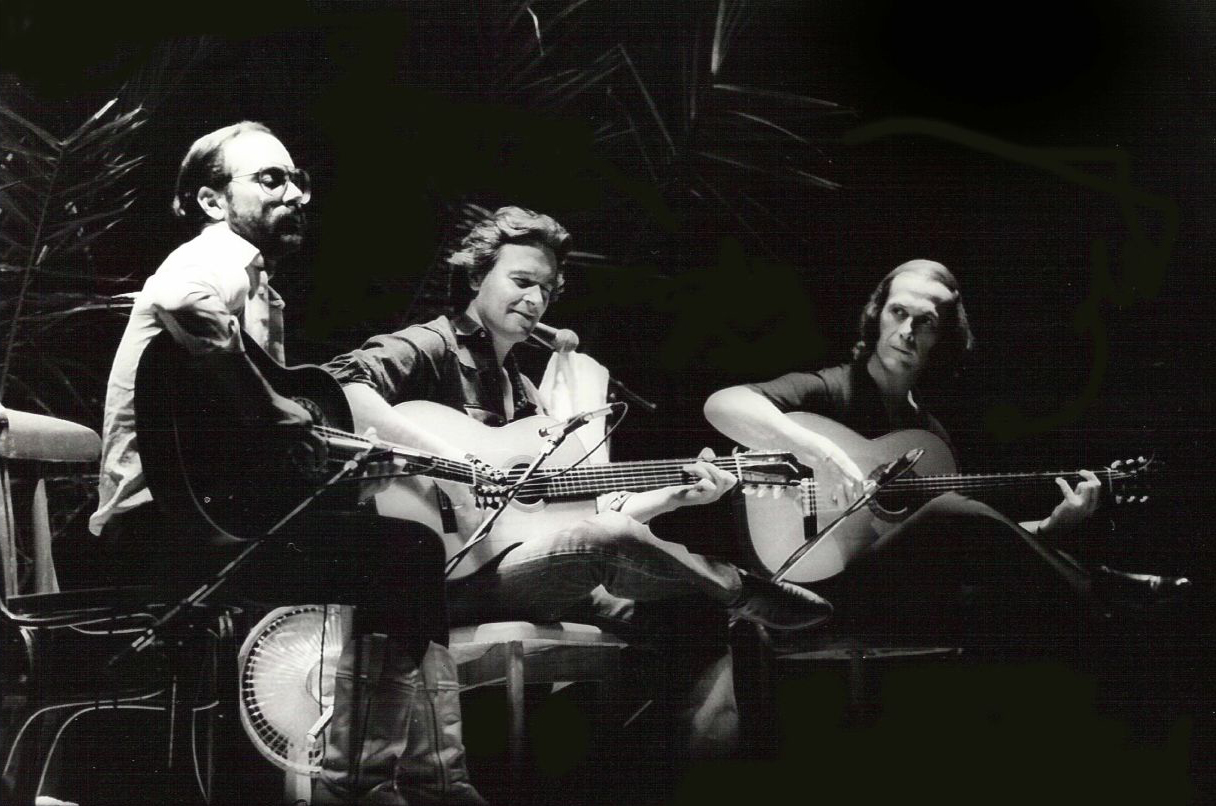
Con John McLaughlin y Paco de Lucía.
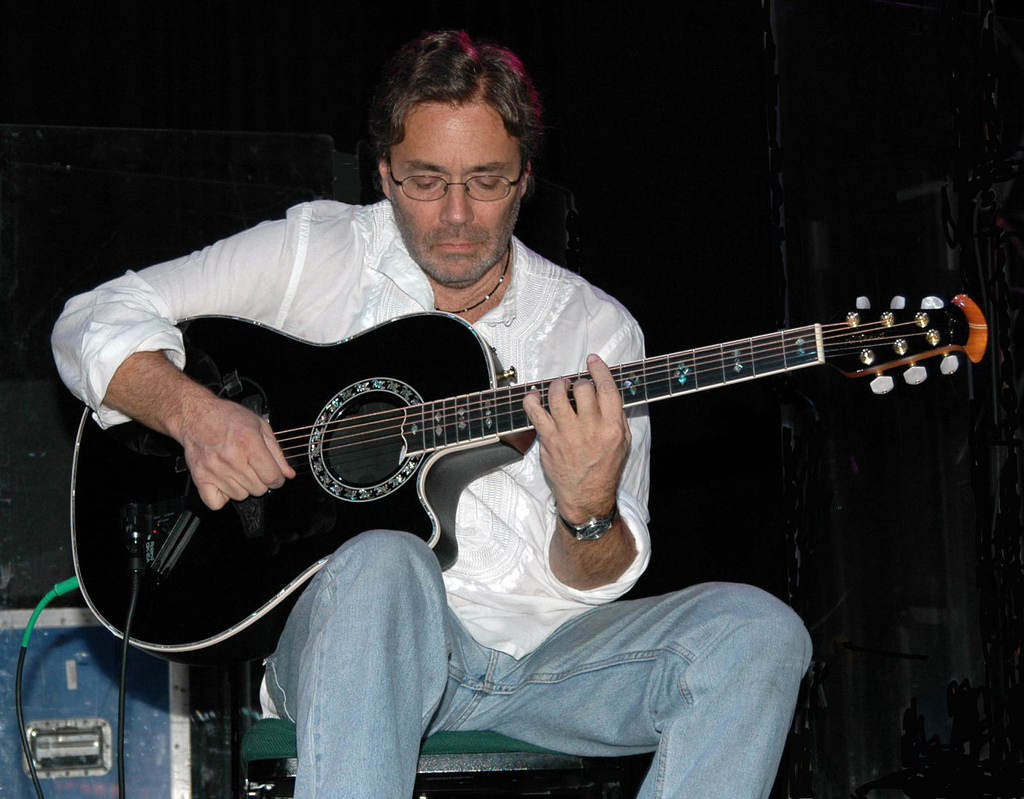
2006.
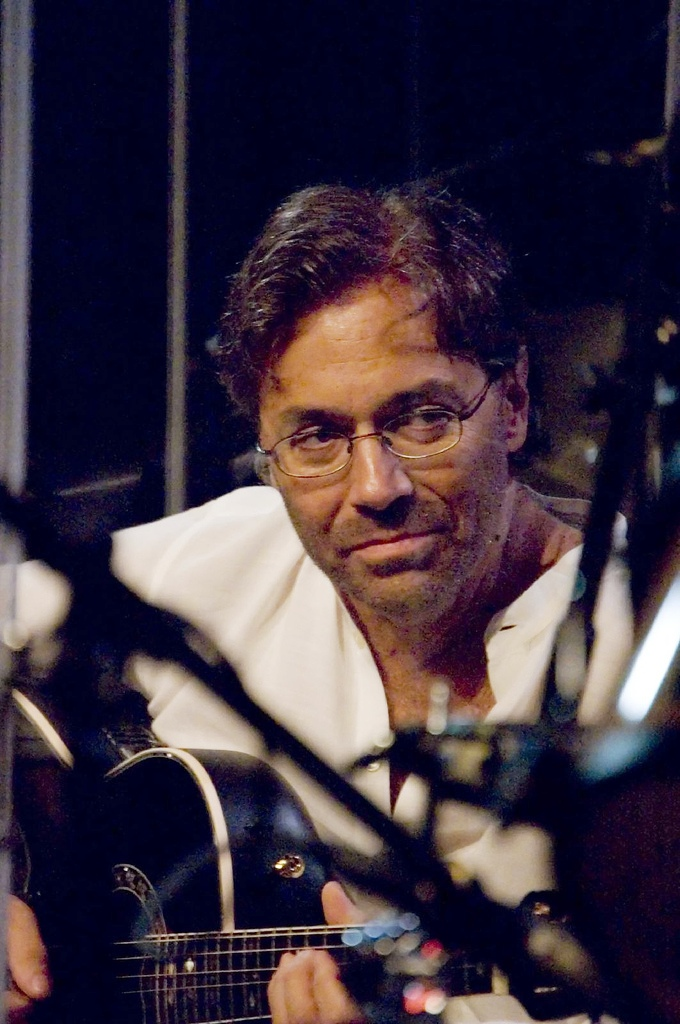
2006.
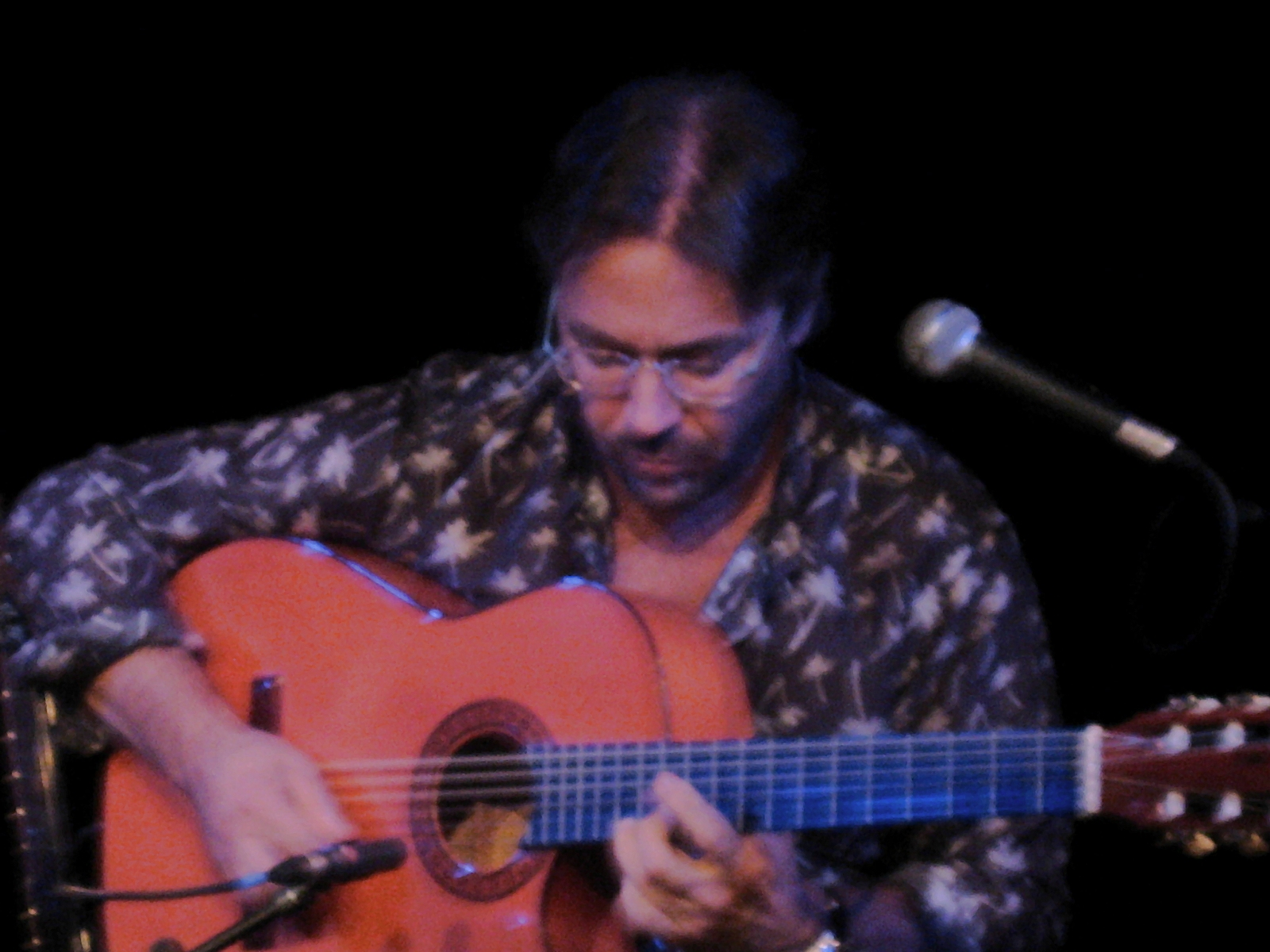
Concierto "New World Sinfonia". 7/5/2009. Worpswede (Alemania).